# Patrick Spencer
Patrick Spencer est un homme politique britannique, membre du parti conservateur. Il siège au Parlement pour le Central Suffolk and North Ipswich depuis les élections générales de 2024.
Il est chercheur principal au Centre pour la justice sociale et a travaillé au ministère de l'Éducation.
Il est le fils de Michael Spencer.